# Sandro Bloudek
Sandro Bloudek, slovenski nogometaš, * 16. februar 1986, Maribor, Slovenija.
Leta 2004 je Sandro iz NK Maribor prestopil v A.C. Milan, kjer je bil zadnji dve tekmi sezone 2004/05 v Serie A izbran med rezervne nogometaše, vendar ni zaigral.
Leta 2003 je nastopil v kvalifikacijah za Evropsko prvenstvo v vrstah slovenske nogometne reprezentance do 17 let ter leta 2005 v prvem kvalifikacijskem kolu za nastop na Evropskem prvenstvu za slovensko nogometno reprezentanco do 19 let. 
Poleti leta 2008 je postal član Varteksa iz Varaždina.